# Erede presuntivo
Un erede presuntivo è la persona che, in via provvisoria, erediterà un trono, un titolo nobiliare, o altra onorificenza ereditaria, ma la cui posizione può essere rimpiazzata (in termini legali, è "soggetto a dismissione") per la nascita di un erede o legittima ereditiera o di un nuovo erede presuntivo con una rivendicazione migliore per la posizione in questione.
Quando in caratteri minuscoli, "erede presuntivo" può riferirsi in generale a qualcuno che è provvisoriamente previsto per ereditare un titolo, posizione o possedimento, a meno che non sia rimpiazzato da un erede o un altro erede presuntivo nato più in alto nell'ordine di successione. In entrambi i casi, la posizione è tuttavia soggetta alla legge e/o convenzioni che possono alterare chi ha diritto a essere erede presuntivo.
Secondo le regole di successione dinastica, l'erede presuntivo potrebbe essere la figlia di un sovrano (se i maschi hanno la priorità sulle femmine e il sovrano non ha figli maschi), o il membro più anziano di una linea collaterale (se il sovrano non ha figli). Se nasce un legittimo erede, egli diventa il primo nella linea di successione, con tutti i suoi discendenti assumendo la priorità sull'erede presuntivo nella linea di successione. Nel caso in cui vi sia un legittimo erede, la persona più anziana in linea di successione che non è un diretto discendente maschio del monarca non è descritta come erede presuntivo.

## Presenza contemporanea di più eredi presuntivi
Nella legge inglese dell'eredità, non vi è alcun'anzianità tra sorelle; dove non c'è figlio maschio per ereditare, qualsiasi numero di figlie femmine condividono egualmente il titolo di erede presuntivo.
Pertanto alcuni titoli ereditari possono avere più ereditiere presuntive simultaneamente. Dal momento che il titolo non può essere detenuto da due persone contemporaneamente, due figlie femmine (senza un fratello) che ereditano in questa maniera sarebbero coeredi e, prima che ereditino, sono entrambe eredi presuntive. In queste circostanze, il titolo sarebbe, infatti, in stato di sospensione fino a quando una persona costituisce la pretesa di entrambi, o la pretesa è oggetto di rinuncia da parte di uno o dell'altro erede presuntivo per sé e suoi eredi, o la sospensione viene terminata dalla Corona.
Ci sono speciali procedure per la gestione di casi dubbi o controversi.

## Eredi presuntivi nel 2024
- Mohammed bin Saud al-Qasimi è stato nominato principe ereditario, erede del trono di Ras al-Khaimah. Non è un legittimo erede perché suo padre Sa'ud bin Saqr al-Qasimi può sempre nominare un altro membro maschio della famiglia regnante come principe ereditario al suo posto. La maggior parte dei principi ereditari di paesi del Golfo Persico hanno uno status simile.

## Esempi di eredi presuntivi che hanno ereditato troni

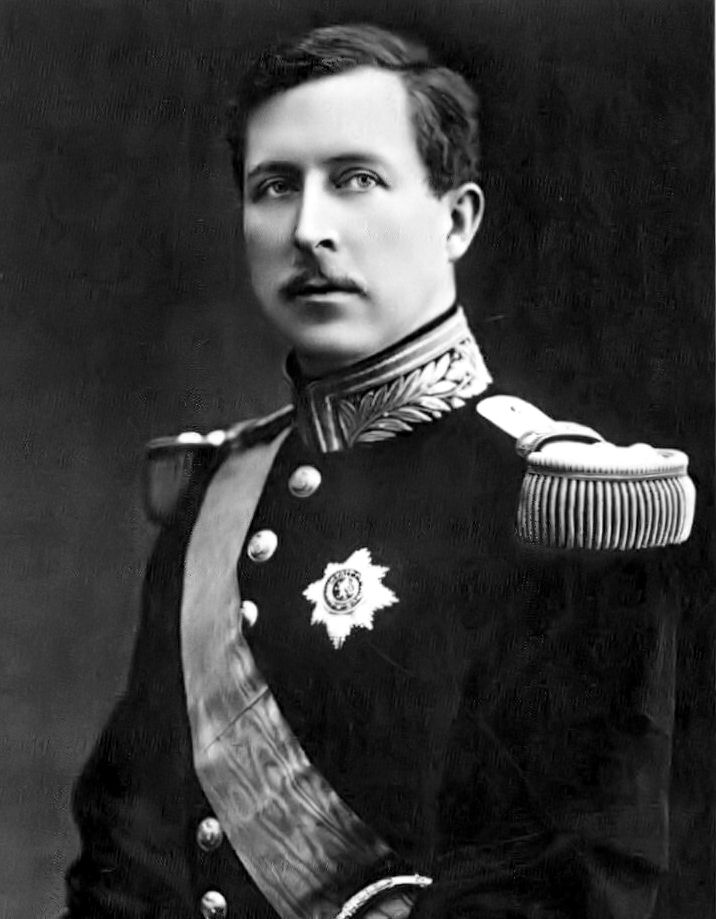
Alberto I, Re dei Belgi

- il re Giovanni d'Inghilterra, che succedette a suo fratello Riccardo I nel 1199
- il re Filippo V di Francia, che succedette a suo nipote Giovanni I nel 1316
- il re Carlo IV di Francia, che succedette a suo fratello Filippo V nel 1322
- il re Filippo VI di Francia, che succedette a suo cugino Carlo IV nel 1328
- la regina Isabella I di Castiglia, che succedette al suo fratellastro Enrico IV nel 1474
- il re Manuele I del Portogallo, che succedette a suo cugino Giovanni II nel 1495
- il re Luigi XII di Francia, che succedette a suo cugino Carlo VIII nel 1498
- la regina Giovanna di Castiglia, che succedette alla madre Isabella I nel 1504
- il re Francesco I di Francia, che succedette a suo cugino Luigi XII nel 1515
- la regina Maria I d'Inghilterra, che succedette al suo fratellastro Edoardo VI nel 1553
- la regina Elisabetta I d'Inghilterra, che succedette alla sua sorellastra Maria I nel 1558
- il re Carlo IX di Francia, che succedette a suo fratello Francesco II nel 1560
- il re Enrico III di Francia, che succedette a suo fratello Carlo IX nel 1574
- il re Enrico del Portogallo, che succedette al suo pronipote Sebastiano I nel 1578
- il re Enrico IV di Francia, che succedette al suo lontano cugino Enrico III nel 1589
- il re Carlo X di Svezia, che succedette a sua cugina Cristina nel 1654
- il re Giacomo I d'Inghilterra (che era Giacomo VI di Scozia), che succedette alla sua lontana cugina Elisabetta I nel 1603[1]
- il re Pietro II del Portogallo, che succedette a suo fratello Alfonso VI nel 1683
- il re Giacomo II d'Inghilterra, che succedette a suo fratello Carlo II nel 1685
- il re Carlo III d'Ungheria, che succedette a suo fratello Giuseppe I nel 1711
- il re Giorgio I di Gran Bretagna, che succedette a sua cugina Anna nel 1714
- la regina Maria Teresa d'Ungheria, che succedette a suo padre Carlo III d'Ungheria nel 1740
- il re Carlo III di Spagna, che succedette a suo cugino Ferdinando VI nel 1759
- la regina Maria I del Portogallo, che succedette a suo padre Giuseppe I nel 1777
- il re Federico Guglielmo II di Prussia, che succedette a suo zio Federico il Grande nel 1786
- il re Leopoldo II d'Ungheria, che succedette a suo fratello Giuseppe II nel 1790
- il re Vittorio Emanuele I di Savoia, che succedette a suo fratello Carlo Emanuele IV nel 1802
- il re Carlo Felice di Savoia, che succedette a suo fratello Vittorio Emanuele I nel 1821
- il re Carlo X di Francia, che succedette a suo fratello Luigi XVIII nel 1824
- l'imperatore Nicola I di Russia, che succedette a suo fratello Alessandro I nel 1825
- il re Antonio di Sassonia, che succedette a suo fratello Federico Augusto I nel 1827
- il re Guglielmo IV del Regno Unito, che succedette a suo fratello Giorgio IV nel 1830
- il re Carlo Alberto di Savoia, che succedette a suo cugino Carlo Felice nel 1831
- la regina Isabella II di Spagna, che succedette a suo padre Ferdinando VII nel 1833
- il re Federico Augusto II di Sassonia, che succedette a suo zio Antonio nel 1836
- la regina Vittoria del Regno Unito, che succedette a suo zio Guglielmo IV nel 1837
- il re Ernesto Augusto I di Hannover, che succedette a suo fratello Guglielmo IV nel 1837
- il re Cristiano VIII di Danimarca, che succedette a suo cugino Federico VI nel 1839
- il re Giovanni di Sassonia, che succedette a suo fratello Federico Augusto II nel 1854
- il re Guglielmo I di Prussia, che succedette a suo fratello Federico Guglielmo IV nel 1861
- il re Cristiano IX di Danimarca, che succedette a suo cugino Federico VII nel 1863
- il re Oscar II di Svezia, che succedette a suo fratello Carlo XV nel 1872
- il re Ottone di Baviera, che succedette a suo fratello Ludovico II nel 1886
- la regina Guglielmina dei Paesi Bassi, che succedette a suo padre Guglielmo III nel 1890
- il granduca Adolfo di Lussemburgo, che succedette al suo lontano cugino Guglielmo III nel 1890
- il re Guglielmo II di Württemberg, che succedette a suo zio Carlo nel 1891
- il re Giorgio di Sassonia, che succedette a suo fratello Alberto nel 1902
- il re Alberto I del Belgio, che succedette a suo zio Leopoldo II nel 1909
- la granduchessa Maria Adelaide di Lussemburgo, che succedette a suo padre Guglielmo IV nel 1912
- il Re Ludovico III di Baviera, che succedette a suo cugino Ottone nel 1913
- il re Ferdinando I di Romania, che succedette a suo zio Carlo I nel 1914
- l'imperatore Carlo I d'Austria, che succedette al suo prozio Francesco Giuseppe I nel 1916
- la granduchessa Carlotta di Lussemburgo, che succedette a sua sorella Maria Adelaide nel 1919
- il re Rama VII di Thailandia, che succedette a suo fratello Rama VI nel 1925
- il re Rama VIII di Thailandia, che succedette a suo zio Rama VII nel 1935
- il re Giorgio VI del Regno Unito, che succedette a suo fratello Edoardo VIII nel 1936
- il re Rama IX di Thailandia, che succedette al fratello Rama VIII nel 1946
- il re Paolo di Grecia, che succedette a suo fratello Giorgio II nel 1947
- la regina Giuliana dei Paesi Bassi, che succedette a sua madre Guglielmina nel 1948
- la regina Elisabetta II del Regno Unito, che succedette a suo padre Giorgio VI nel 1952
- la regina Beatrice dei Paesi Bassi, che succedette a sua madre Giuliana nel 1980
- il re Alberto II del Belgio, che succedette a suo fratello Baldovino nel 1993
- il re Tupou VI di Tonga, che succedette a suo fratello George Tupou V nel 2012

## Esempi del passato di eredi presuntivi che non ereditarono troni
- Riccardo, duca di York, fu erede presuntivo di re Enrico VI d'Inghilterra fino alla nascita del figlio Edoardo nel 1453.
- Vittoria, principessa reale, la primogenita della regina Vittoria era erede presunta del Regno Unito dalla sua nascita nel novembre 1840 alla nascita del fratello minore, il futuro Edoardo VII, nel novembre 1841.
- la Principessa Carolina d'Orange-Nassau, primogenita di Guglielmo IV di Orange-Nassau, fu erede presuntivo fino alla nascita di suo fratello Guglielmo V.
- il principe Filippo, conte di Fiandra fu l'erede presuntivo di suo fratello maggiore re Leopoldo II del Belgio dopo la morte di suo nipote il principe Leopoldo, duca di Brabante fino alla sua propria morte nel 1905.
- Emanuele Filiberto, duca d'Aosta, fu l'erede presuntivo di re Vittorio Emanuele III di Savoia fino alla nascita del principe Umberto nel 1904.
- Alfonso, principe reale del Portogallo fu erede presuntivo di suo nipote Manuele II del Portogallo fino a quando la monarchia fu abolita nel 1910.
- l'Arciduca Francesco Ferdinando d'Austria fu l'erede presuntivo di suo zio l'imperatore Francesco Giuseppe I d'Austria fino al suo assassinio a Sarajevo.
- il Principe Knud di Danimarca fu l'erede presuntivo di suo fratello, re Federico IX di Danimarca, ma un emendamento alla costituzione danese nel 1953 proclamò la figlia maggiore di re Federico la principessa Margrethe come futuro erede presuntivo.
- il principe Bertil, duca di Halland fu erede presuntivo di Svezia tra il 1973 e il 1979, fino alla nascita di Carlo Filippo, duca di Värmland, che lo rimpiazzò.

## Esempio nei film
Nel film animato della Disney Il re leone, Scar è l'erede presuntivo delle Pride Lands, la sua eredità viene soppiantata dalla nascita di Simba, il legittimo erede, innescando in tal modo l'intera trama del film.